# María José Rojas
María José Alondra Rojas Pino (* 17. Dezember 1987 in Santiago de Chile) ist eine chilenische Fußballspielerin.

## Spielerkarriere

### Vereine
Rojas begann im Alter von 15 Jahren an der privaten Universidad Andrés Bello mit dem Fußballspielen und bestritt Punktspiele in der Primera División de fútbol femenino de Chile; am Saisonende 2005/06 avancierte sie zur Torschützenkönigin. Zum Ende des Jahres 2007 verließ sie den Verein und wechselte zum CF Universidad de Chile. Mit 63 Toren in 23 Punktspielen trug sie am Ende der Spielzeit 2008 zur Meisterschaft bei und wurde Torschützenkönigin der Primera División de fútbol femenino de Chile.
Nach zwei weiteren Spielzeiten schrieb sie sich für ein Marketing-Studium an der renommierten University of Texas at San Antonio ein und kam für das Sport-Team der Bildungseinrichtung, die Roadrunners, vom 20. August 2010 bis zum 28. Oktober 2012 in insgesamt 58 Meisterschaftsspielen der American Athletic Conference zum Einsatz, in denen sie 18 Tore erzielte. In den drei Spielzeiten entwickelte sie sich zur Leistungsträgerin; dieser Tatsache geschuldet, wurde sie von den Gulf Coast Texans im Frühjahr 2014 verpflichtet. Für den neu gegründeten Verein bestritt sie zehn Spiele in der USL W-League, die zweithöchste Spielklasse, und erzielte fünf Tore. Am 27. August 2014 unterschrieb Rojas mit dem deutschen Bundesligisten Herforder SV einen Spielervertrag. Nachdem sie bis zum Ende der Hinrunde der Saison 2014/15 in nur vier Punktspielen zum Einsatz gekommen war, löste sie am 18. Dezember 2014 ihren Vertrag mit dem Verein auf und kehrte zu den Gulf Coast Texans zurück.
Am 9. September 2017 unterzeichnete sie mit dem litauischen Erstligisten Gintra-Universitetas aus Šiauliai einen Spielervertrag. Sie gehörte der Mannschaft bis zum 31. Dezember 2017 an, mit der sie am Ende der Spielzeit zur Meisterschaft beitrug. Als Meister der Spielzeit 2016 war ihr Verein in der Qualifikation, Gruppe 1 der Champions League gesetzt. Als Gruppensieger für die Finalrunde qualifiziert setzte sich ihre Mannschaft im Sechzehntelfinale gegen den FC Zürich durch. Im Achtelfinale war ihr Verein dem FC Barcelona mit 0:6 und 0:3 unterlegen. Rojas kam in den beiden Runden jeweils in Hin- und Rückspiel als Einwechselspielerin zum Einsatz.
Anschließend begab sie sich nach Australien, wo sie zunächst vier Jahre verbrachte. In der Saison 2018/19 spielte sie für den Erstligisten Canberra United, 2020/21 und 2021/22 für die Ligakonkurrenten Adelaide United und Sydney FC.
Von August bis November 2022 spielte sie auf Zypern Fußball. Für den amtierenden Meister Apollon Limassol kam sie daher nur in der Ersten Runde der First Division zum Einsatz. Nach Australien zurückgekehrt, spielte sie in der Saison 2022/23 für Melbourne City FC, bevor sie sich in der Folgesaison erneut Canberra United anschloss.

### Nationalmannschaft
Rojas spielte 2006 erstmals international. Sie bestritt in dem Jahr einige Spiele für die U20-Nationalmannschaft. Seit 2011 ist Rojas A-Nationalspielerin.  Sie debütierte am 2. März in Lagos im ersten Spiel der Gruppe C im Turnier um den Algarve-Cup bei der 0:2-Niederlage gegen die Nationalmannschaft Rumäniens. Ihr erstes A-Länderspieltor erzielte sie am 22. Oktober 2011 im Fußballturnier im Rahmen der Panamerikanischen Spiele beim 3:0-Sieg über die Nationalmannschaft von Trinidad und Tobago mit dem Treffer zum Endstand in der 65. Minute. Zuletzt spielte sie am 22. Februar 2023 gegen die Nationalmannschaft Haitis, gegen die ihr bei der 1:2-Niederlage das Tor zum  Endstand in der Nachspielzeit gelang.

### Erfolge
Nationalmannschaft
- Zweiter Copa América 2018

CF Universidad de Chile
- Chilenischer Meister 2008

Gintra-Universitetas
- Litauischer Meister 2017

## Trainerkarriere
Rojas war von Januar 2013 bis zu ihrem Wechsel nach Deutschland als Jugendtrainerin des Thunder FC in New Braunfels tätig.